# Antônio Cardoso
Antônio Cardoso is een gemeente in de Braziliaanse deelstaat Bahia. De gemeente telt 12.589 inwoners (schatting 2009).